# Patricia Rozema
Pour les articles homonymes, voir Rozema.
Patricia Rozema née le 20 aout 1958 à Kingston, Ontario, (Canada), est une réalisatrice, scénariste, productrice et monteuse canadienne.

## Biographie
Patricia Rozema soutient activement la communauté lesbienne. Elle a deux filles avec sa partenaire, la compositrice Lesley Barber.

## Filmographie

### Comme réalisatrice
- 1985 : Passion: A Letter in 16mm
- 1986 : Urban Menace
- 1987 : I've Heard the Mermaids Singing
- 1990 : White Room
- 1991 : Montréal vu par…
- 1995 : When Night Is Falling
- 1997 : Yo-Yo Ma Inspired by Bach (série télévisée)
- 1997 : Bach Cello Suite #6: Six Gestures
- 1999 : Lettres de Mansfield Park (Mansfield Park)
- 2000 : This Might Be Good
- 2000 : Happy Days (TV)
- 2006 : Suspect (court-métrage)
- 2007 : Tell Me You Love Me (série télévisée)
- 2015 : Into the Forest
- 2016 : Mozart in the Jungle (série télévisée) - les épisodes 3 et 4 de la saison 3
- 2017 : Anne (série télévisée canadienne) - épisode 5 de la saison 1

### Comme scénariste
- 1985 : Passion: A Letter in 16mm
- 1987 : I've Heard the Mermaids Singing
- 1990 : White Room
- 1995 : When Night Is Falling
- 1996 : Symposium: Ladder of Love
- 1999 : Lettres de Mansfield Park (Mansfield Park)
- 2000 : This Might Be Good
- 2015 : Into the Forest

### Comme productrice
- 1985 : Passion: A Letter in 16mm
- 1987 : I've Heard the Mermaids Singing
- 1990 : White Room
- 1995 : Curtis's Charm
- 2003 : Les Aventuriers des mondes fantastiques (A Wrinkle in Time) de John Kent Harrison

### Comme monteuse
- 1987 : I've Heard the Mermaids Singing
- 1990 : White Room